# Lijst van Tweede Kamerleden voor DS'70
Een overzicht van alle voormalige Tweede Kamerleden voor de Democratisch Socialisten '70 (DS'70).
|                  | Tweede Kamerlid                 | Begindatum       | Einddatum        |
| ---------------- | ------------------------------- | ---------------- | ---------------- |
|                  | Jacques Baruch                  | 3 augustus 1971  | 6 december 1972  |
|                  | Jan Berger                      | 11 mei 1971      | 31 maart 1975    |
|                  | Mauk de Brauw                   | 7 december 1972  | 31 maart 1975    |
|                  | Willem Drees jr.                | 11 mei 1971      | 5 juli 1971      |
| 5 september 1972 | Willem Drees jr.                | 19 augustus 1977 |                  |
|                  | Klaas Keuning                   | 3 augustus 1971  | 2 augustus 1975  |
|                  | Sierk Keuning                   | 11 mei 1971      | 14 april 1975    |
|                  | Jan Koningh                     | 3 augustus 1971  | 6 december 1972  |
| 8 april 1975     | Jan Koningh                     | 7 juni 1977      |                  |
|                  | Ruud Nijhof                     | 24 augustus 1977 | 9 juni 1981      |
|                  | Hendrik Pors jr.                | 11 mei 1971      | 6 december 1972  |
|                  | Wybrand Schuitemaker            | 11 mei 1971      | 31 augustus 1972 |
|                  | André Mensert Spaanderman       | 11 mei 1971      | 6 juli 1971      |
|                  | Henk Staneke                    | 26 augustus 1975 | 7 juni 1977      |
|                  | Cor Tuinenburg                  | 4 juni 1975      | 7 juni 1977      |
|                  | Fia van Veenendaal-van Meggelen | 11 mei 1971      | 27 juli 1971     |
| 7 december 1972  | Fia van Veenendaal-van Meggelen | 7 juni 1977      |                  |
|                  | Eef Verwoert                    | 11 mei 1971      | 6 december 1972  |
| 8 april 1975     | Eef Verwoert                    | 7 juni 1977      |                  |